# Casalzuigno
Casalzuigno est une commune italienne de la province de Varèse dans la région Lombardie en Italie.

## Toponyme
Est un composé de casa : maison et le mot Zuigno ce qui correspond au nom médiéval Sovinium tiré du romain Sivinius.

## Histoire
Casalzuigno comporte trois noyaux principaux: Zuigno, Casale et Arcumeggia. Zuigno, le Sovinium antique qui est devenu Civignum à l'époque médiévale, existait déjà à l'époque romaine, comme en témoigne la découverte de tombes d'époque. 
Au début d XIIe Zuigno a donné naissance à l'un des personnages les plus illustres de la vallée: Jacobus de Civignio, qui deviendra prévôt de l'église canonique de San Lorenzo in Cuvio. 
Une maison et une petite fraction de l'Aga sont également datées de la même époque lorsque Marcadus, fils de Hugues de Aga de Casal participe en tant que témoin d'une permuta rogata dans le plèbe de Cuvio. 
Un groupe important d'actes furent établis autour de 1300 dans le petit village de Sanda, où il a créé la noble famille des Tissinallo venant de Valtravaglia. Arcumeggia, l'ancien Arx media sert à défendre la route reliant la Valtravaglia à la Valvuvia, en témoigne une tête de bobine de hache néolithique, ainsi qu'une gamme d'éléments de preuve du XIIIe siècle. 
Casalzuigno au XVIIe siècle fut choisie comme résidence par la famille noble Della Porte, qui a rapidement étendu ses biens sur presque toute la vallée. Sur le plan administratif, les deux communautés de Casalzuigno et Arcumeggia purent se vanter d'institutions démocratiques liées à la participation populaire à la ville. Toutes deux étaient en effet régies par un conseil, composé de tous les chefs de familles convoquées chaque dimanche, dirigées par un maire assisté d'un console, tous deux élus au début de janvier.
La ville moderne de Casalzuigno née sous le décret royal du 16/09/1927 n° 2438, réunit les communautés de Casalzuigno et Arcumeggia en une seule municipalité. 

## Administration
| Période                                  | Période  | Identité           | Étiquette | Qualité |
| ---------------------------------------- | -------- | ------------------ | --------- | ------- |
| 8/6/2009                                 | En cours | Augusto Caverzasio |           |         |
| Les données manquantes sont à compléter. |          |                    |           |         |

### Hameaux
Arcumeggia, Casale, Zuigno; Aga, Cariola, Ronco di Casale, Ronco di Capo Caccia, San Vittore, Prada, Casa Favorita, C.na Sanda, San Bernardino, Monte Nudo, Pozz Pian, Corte Matana, Corte di Qua, C. Puggiera, Monte Rossel, Pianezza, Alpe Perimo, Monte Ganna, Monte della Colonna, Marianne